# GASTUNK
GASTUNK（ガスタンク）は、日本のロックバンド。活動スローガンは「HEARTFUL MELODY」。元々はハードコアシーンにおける活動が中心であったが、ヘヴィメタルとパンクが融合したスタイルは当事のインディーズシーンにおいて画期的だった。メジャーデビューする頃には、メディアからヘヴィメタルバンドとして紹介される事が多くなっていった。

## バンドメンバー

### 現在のメンバー
- TATSU（ギター） DEAD COPS、JACKS'N'JOKER、THE EYESCREAM、THE DEADROCKS

本名：篠崎辰也（1966年11月9日生）。マイケル・シェンカーを敬愛しており、自身もキラーギターズ製フライングV（フロイドローズブリッジ）をメインに使用している。FERNANDES BurnyブランドからシグネチャーモデルFV-160GTも発売していた。
2009年6月、元COLORのDYNAMITE TOMMY、元X（現X JAPAN）のTAIJI、元かまいたちのKENZIとTHE KILLING RED ADDICTION.としての活動を開始するも、TAIJIの死去により活動停止中。
2013年1月にACID HEADよりソロアルバム“SOMEBODY KILL ME”をリリース。そして、Dr PAZZ(GASTUNK)、Ba WILD BEARのスリーピースでソロプロジェクトを結成した。3月に下北沢CLUB251にて30周年記念イベント“ELECTRIC CRAZYVo.1”を行った。同年の8月にメンバーチェンジ、Ba COOL JOE(DEAD END)、Dr 田村 圭(THE JACKS etc..)を迎える。後に2014年“THE DEADROCKS”となる。現在もTHE DEADROCKSでLIVE活動中。
- BABY（ベース） ex.EXECUTE、Rebel Tribe

KISSのジーン・シモンズに強い影響をうけて、本格的にベースを始める。GASTUNK解散後はアメリカに滞在、その中でレゲエに目覚める。帰国後の1993年にレゲエバンド The Highest Regionを結成、現在も活動している。GASTUNK以外では"HIRO"名義で活動することも。なお、シングル「VANISHING SIGNS」では"BABE"、ライブビデオ「SMASH THE WALL」では"J.HEROKAWA"（DOOMのドラマーであった広川錠一の名前をもじったものと思われる）とクレジットされている。2018年にDUB MACHINE-GUNS RECORDSを発足させRAS BABYHIRO名義でボーカル曲をリリースしている。

### 過去に在籍していたメンバー
- MOTOKATSU MIYAGAMI（モトカツ ミヤガミ）（ドラム） ex.THE MAD CAPSULE MARKETS

2023年8月7日に公式X（Twitter）にて加入したことが発表された。2025年3月15日の赤羽ReNY alpha公演をもってGASTUNKドラマーとしての活動終了を発表。 また、本人のX（旧Twitter）にて、TATSUの引用ツイートで2年間のGASTUNKでの活動期間の給料が支払われていないことが述べられた。
- KEI（ドラム） ex.The Jacks 、The Deadrocks

2020年2月に名古屋クラブクアトロでサポート・ドラムを務め、2020年08月21日に公式サイトにて正式加入したことを発表される。 2023年8月7日に公式X（Twitter）にて諸事情により脱退したことを発表。
- BAKI（ボーカル） ex.EXECUTE、Lip Cream、クオーターゲート、#9

本名：磯脇雅彦。現在はMOSQUITO SPIRALのボーカルとして活動中。ヘヴィメタル、パンク、ビジュアル系界隈から幅広いリスペクトを受けている。80年代からドクターマーチンのブーツにロンジャン、白塗りといういでたち。当時はワンレンの黒いロングヘアーだが現在はスキンヘッド。また、反核・反原発運動には積極的に参加している。
2022年8月31日に公式ホームページにて、BAKIの脱退が発表された。
- PAZZ（Shigeru♥K）（ドラム） ex.Z.O.A、DOOM、クオーターゲート、Shell Shock

1986年、GASTUNKに加入。名前の由来は「PUNK+JAZZ=PAZZ」と加入当時の雑誌インタビューで語っている（学生時代はJAZZドラマーをやっていた）。解散以前の作品では"PAZZ"とクレジットされなかった事もあった（"Shigeru Kobayashi"等）。現在は大村（ex.SUNKING）とI love you... OK?というバンドで活動中。また、明治通り沿いにある長浜ラーメン屋「御天」で働いていた時期があり、なんでんかんでんの川原ひろしとは博多時代に同じ店舗で修行していたというが、川原社長は一度もラーメン店では働いたことはない。2009年に独立して自身のラーメン店を浅草橋付近にオープンさせているが、現在は御天に復帰し店主を勤める。。 2019年9月1日付けで公式ホームページにてPAZZの脱退が発表された
- MATSUMURA（Y.MATSUMURA）（ドラム） ex.THE COMES

1986年、日比谷野外音楽堂にて行われた「INDIES FESTIVAL 1986」のライヴを最後に脱退。
- YUTAKA（ボーカル）

BAKI加入前のメンバー。
- NAOKI（ギター）

結成当時のギタリストであり、脱退後はLip Creamで活動していた。2021年1月永眠。

## 来歴
1983年
- EXECUTEを脱退したBABYによってGASTUNK結成。結成当時の固定メンバーはBABYのみで、他のメンバーは流動的。後に、THE COMESのMATSUMURAが参加。また、この時期にはTATSU（ex.DEAD COPS）がEXECUTEの後任ベーシストのオーディションに応募していたという。

1984年
- DEAD COPSのTATSUが加わる。オムニバス・アルバム「HOLDUP OMNIBUS」は初期音源。当時のボーカルはYUTAKA。
- 11月、BABYと同じく、EXECUTEを脱退したBAKIが参加し、メンバーが固定。[9]

1985年
- 2月、1stシングル「GASTUNK」を発表。
- 8月、1stアルバム「DEAD SONG」を発表。全国ツアーを敢行。NHKの特番「インディーズの襲来」で、ライブ映像が流れる(8月8日)。新宿アルタ前広場の特設ステージにて、宝島主催「キャプテン・レーベル発足記念ギグ 好きよ!!キャプテン」(通称・アルタ前ギグ)に参加(8月18日)。この事により、GASTUNKの活躍は全国区に。
- 12月、2ndシングル「Mr.GAZIME」発表。

1986年
- 3月、3rdシングル「GERONIMO」発表。
- 5月、4thシングル「THE VANISHING SIGNS」。全国ツアー「HEARTFUL MELODY FOUR ISLANDS TOUR」を敢行。ツアー参加者全員に5thシングル「TO FANS」を無料配布。
- 9月、日比谷野外音楽堂「INDIES FESTIVAL 1986」に参加。このステージを最後にMATSUMURAが脱退。
- オーディションで、新メンバー・PAZZが加入。
- 12月、BAKI、BABY、TATSUによる3枚組ソロ・シングル「THREE SEX X’MAS」を発表。

1987年
- 3月、全国ツアー「PSYCHO ENERGY EXPRESS TOUR」を敢行。
- 6月、2ndアルバム「UNDER THE SUN」を発表する。スリーブイラストは、横尾忠則が担当し、話題となった。日比谷野外音楽堂にて行われた「INDIES FESTIVAL 1987」に参加。オーディエンスの異様な盛り上がりにより、ライブが中止寸前。この緊迫した模様は、ビデオ「INDIES FESTIVAL 1987」で確認できる。また、この時期に全国ツアー「UNDER THE SUN TOUR」を敢行。
- 11月、2ndアルバム「UNDER THE SUN」の収録曲全てをリミックスしたアルバム「UNDER THE SUN U.S.MIX」をアメリカ、ヨーロッパで発表し、海外進出。スリーブデザインは、METALLICAのスリーブを担当していたPUSHEADが描いた、メルティングBAKI。
- 12月末、目黒鹿鳴館にて2DAYSのライブを行う。

1988年
- 2月、GASTUNKとしては初リリースとなったライブ・ビデオ「SMASH THE WALL」を発表する。
- 2~3月、ロサンゼルス近郊レドンドビーチのTotal Access Recordingにて3rdアルバム制作。滞在中にWhisky a Go GoとFenders Ballroomという2クラブでライヴを行う。Fendersのライブにはジェイムズ・ヘットフィールド（METALLICA）が訪れていた。また、Nuclear assaultとも共演を果たしている[10]。滞在していたホテルには同時期にGuns 'N Rosesのメンバーも宿泊していて、鉢合わせたこともあったという。
- 6月、3rdアルバム「MOTHER」発表。後に、アルバム「MOTHER」からのシングル・カットである6thシングル「COUNTER-CLOCK WISE」を発表する。また、全国ツアー「MOTHER TOUR」開始。
- 9月、ライブ・ビデオ「REVELATION」を発表する。
- 11月、MZA有明にて行われた「STREET FIGHTING MAN」で、ステージ上で急遽解散を発表。理由は、リーダーのBABYが渡米して、音楽活動をするため。7thシングル「MIDNIGHT RAIN」を発表する。この時期に"GASTUNK"を"GASTANK"とする。
- 12月、CREAMのカヴァー曲を収録した8thシングル「SUNSHINE OF YOUR LOVE」を発表。

- 12月22日、渋谷公会堂にて3部構成,3時間に渡った解散ライブを行った。アンコールのGERONIMOでは、元メンバーであるMATSUMURAがBAKIを肩車し、メンバー5人で有終の美を飾った。

1999年
- 1月、X JAPANのHIDEを追悼するため再結成し、1月10日に赤坂BLITZにて「REST IN PEACE」GIGなど数公演を敢行。

2006年
- 11月、新宿LOFT30周年記念イベントに参加するため、再々結成。当日の熱気溢れるライブはDVD「DOUBLE GIGS」で見ることができる。

2010年
- 3月、「GASTUNK ARISE AGAIN TOUR_2010」と銘打って完全復活（3回目の復活）を遂げる。
- 3月22日には「四鬼夜行 －三喰－」に参加し、DEAD END / Pay money To my Pain / COCOBATと激突。
- 6月9日 実に22年ぶりとなるニューシングル「DEADMAN'S FACE」 が発売される。
- 10月、「GASTUNK ARISE AGAIN TOUR "DEEP"」開始。11月にはライブDVD「ARISE AGAIN TOUR_2010」をリリース。

2021年
- 6月9日 「MOTHER」から33年ぶりとなるオリジナルフルアルバム「VINTAGE SPIRIT, THE FACT」をリリース。

## 影響
X JAPAN、DEAD END、L'Arc〜en〜Ciel、黒夢などのロックバンドが影響を受けたと公言している他、特撮、COCOBAT、BALZACなど国内のパンク、メタルバンドに多大な影響を及ぼした。

## ディスコグラフィ
バンドの解散以降、オリジナル・アルバムのCD版リリースが幾度も行われているが、2004年にSS Recordingsより、1stEPを除く全シングル・アルバム（「UNDER THE SUN U.S.MIX」にはソノシート音源「WILD TIMES」が追加収録され、「THE END」は新たにライブ音源が3曲追加収録された「THE END +3」として）が24bitデジタル・リマスター盤・オリジナルジャケット仕様でリリースされた。また、ライブビデオもDVD化された。（以下の※印が付いている作品は、SS Recordingsから発売されたもの。）　

### シングル / ソノ・シート
- GASTUNK [11]（1985年2月）
- Mr. GAZIME （1985年12月）※
- GERONIMO （ダブルスリーブ版：1986年3月、シングルスリーブ版もリリース）※
- THE VANISHING SIGNS （1986年5月、再発版：1987年1月）※
- TO FANS （無料配布版：1986年7月、市販版：1986年9月）※
- THREE SEX X'MAS （ソロ・3枚組シングル 1986年12月）
- IN THE FIRE （THREE SEX X'MAS 付録ソノ・シート）
- WILD TIMES （UNDER THE SUN U.S.Mix 初回版特典ソノ・シート）
- COUNTER-CLOCK WISE （1988年6月）※
- MIDNIGHT RAIN （1988年11月）※
- SUNSHINE OF YOUR LOVE （1988年11月）※
- DEAD SONG （ロッキンF 別冊「ストリートファイティングメン」付録ソノ・シート）
- DEADMAN'S FACE （2010年6月9日）

### オリジナル・アルバム
- DEAD SONG （1985年8月）※
- UNDER THE SUN （1987年6月）※
- UNDER THE SUN U.S.MIX （1987年12月）※
- MOTHER （1988年6月）※
- VINTAGE SPIRIT, THE FACT（2021年6月9日）

### ライブ・アルバム
- THE END
- REST IN PEACE
- THE END +3　※
- LIVE AT LOFT 2011

### コンピレーション・アルバム
- GASTUNK BOX
- HEARTFUL MELODY
- EARLY SINGLES （ソノシート「IN THE FIRE」、「DEAD SONG」の音源を収録）
- MIDNIGHT RAIN +2 SONGS

### ビデオ
- SMASH THE WALL
- REVELATION
- THE END Vol.1
- THE END Vol.2

### DVD
- SMASH THE WALL （2004年2月20日）※
- THE END VOL.1&2 （2004年3月25日）※
- REST IN PEACE （2005年2月23日）
- GIG DVD 1987 （2006年11月8日）
- REVELATION （2006年11月15日）※
- DOUBLE GIGS （2008年8月6日）
- GIG DVD 1988 （2010年4月21日）
- ARISE AGAIN TOUR_2010 （2010年11月17日）
- GASTUNK THE RUNNING MAD BLOOD IN A DEAD INDIAN'S DREAM ! 2DVD+1CD BOX（初回限定プレス）（2020年3月4日）

### その他ビデオ
- 代官山ワンダーランドHORROR
- INDIES FESTIVAL 1987 LIVE
- BURNING RIVER SIDE !
- 日本ストリートロックの10年 Vol.2 証言で綴るインディペンデントレーベルの時代
- VOS 増刊 ROCK FILE VIDEO Vol.3
- VOS 6号

### コラボレーションアルバム
- HOLDUP OMNIBUS
- A FAREWELL TO ARMS (国内版)
- A FAREWELL TO ARMS (ドイツ版)
- THE INDIES SESSION 1986
- THE INDIES LIVE SELECTION '86 TO '87
- THE INDIES FESTIVAL 1987 LIVE
- ROCK IS LOFT –YELLOW DISK-

### トリビュートディスク
- SKULLPING : A TRIBUTE TO GASTUNK /V. A. (vinyl)
- SKULLPING : A TRIBUTE TO GASTUNK / V. A. (CD)

### カバーディスク
- ZORCH MONSTERS FROM FAR EAST Vol.1 / V.A.
- アオヌマシズマ /UNDERGROUND SEARCHLIE
- TSUKIOOKAMI /COCOBAT (vinyl)
- TSUKIOOKAMI /COCOBAT (CD)
- 魂〜JAPANESE HEAVY METAL TRIBUTE / V. A.
- 魂II〜JAPANESE HEAVY METAL TRIBUTE / V. A.
- ジェロニモ / 特撮
- ヌイグルマー / 特撮
- 初めての特撮 P.V.4+X / 特撮
- 青春Baby / KENZI & THE TRIPS
- あの街この街ですマーチ / デスマーチ艦隊
- 大和魂 / GELLONIMO
- MIDNIGHT PAIN / ASPHALT
- ABSOLUTE SUSPICION / SOUL CRAFT
- DEVIL / FUCK ON THE BEACH
- DEVIL / THE KILLING RED ADDICTION(iTunes配信）